# Moog Music

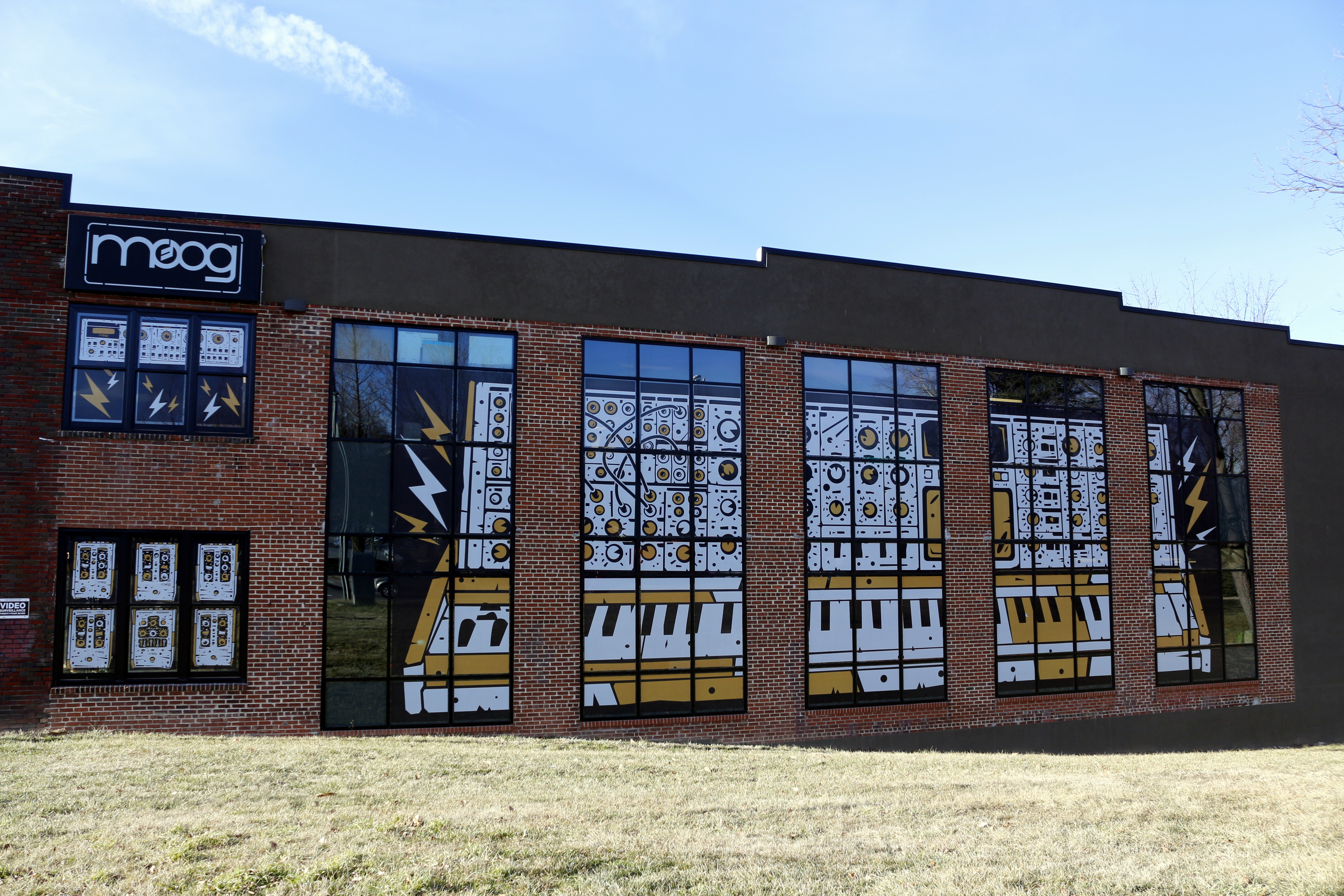
Siedziba firmy Moog Music

Moog Music – firma produkująca elektryczne instrumenty, m.in. syntezatory, gitary i wzmacniacze. Spółka ma siedzibę w Asheville w Karolinie Północnej. 
Spółkę założył w 1953 roku Robert A. Moog. W historii firmy spółka nazywała się dwojako: R.A. Moog Co. i Moog Music (pod koniec lat 70. XX wieku nazwa firmy oraz kierunek rozwoju został zmieniony, kiedy do spółki wrócił, po wcześniejszym odejściu, Robert Moog). Firma w 2008 roku wyprodukowała gitarę Moog Guitar, pierwszy produkt firmy na arenie gitar elektrycznych.

## Ważniejsze modele
- 1963–1980 - różne modularne systemy syntezatora Mooga
- 1970–1981, 2016–2017 - Minimoog
- 1972–1979 - Moog Sonic Six
- 1973–1979 - Moog Satellite
- 1975–1976 - Minitmoog
- 1975–1979 - Micromoog
- 1975–1980 - Polymoog
- 1976–1981 - Moog Taurus 1
- 1978–1981 - Multimoog
- 1979–1984 - Moog Prodigy
- 1980–1983 - Moog Liberation
- 1980–1983 - Moog Opus 3
- 1981–1983 - Moog Concertmate MG-1
- 1981–1983 - Moog Rogue
- 1981–1983 - Moog Taurus 2
- 1981–1985 - Moog Source
- 1982–1985 - Memorymoog
- 1998–dziś - Moogerfooger effect pedals
- 2002–2015 - Minimoog Voyager
- 2006–2013 - Moog Little Phatty
- 2008–2010 - Moog Guitar
- 2009–2012 - Moog Taurus 3
- 2010–2016 - Minimoog Voyager XL
- 2010–2014 - Moog Slim Phatty
- 2011–dziś  - Animoog
- 2012–dziś - Moog Minitaur
- 2013–dziś - Moog Sub Phatty
- 2014–dziś - Moog Sub 37
- 2014–dziś - Moog Theremini
- 2014–dziś - Moog Werkstatt-ø1
- 2014–dziś - Emerson Moog Modular System
- 2015–dziś - Various Moog modular synthesizer system reissues
- 2015–dziś - Moog Mother-32 semi-modular analog synthesizer
- 2016–dziś - Moog Model 15 Synthesizer App.
- 2016–2018 - Minimoog Model D reissue
- 2017–dziś - Moog Subsequent 37 and Moog Subsequent 37 CV limited edition.
- 2018–dziś - Moog DFAM (Drummer From Another Mother) semi-modular analog percussion synthesizer
- 2018–dziś - Moog Grandmother semi-modular analog synthesizer